# مارتینا استلا
مارتینا استلا (به ایتالیایی: Martina Stella) (زادهٔ ۲۸ نوامبر ۱۹۸۴) یک هنرپیشه اهل ایتالیا است.
از فیلم‌هایی که وی در آن نقش داشته‌است، می‌توان به طعم تو، دوازده یار اوشن و نُه اشاره کرد.